# 발렌시아도
발렌시아도(스페인어: Valencia, 카탈루냐어: València)는 스페인 동부에 있는 도이다. 도청 소재지는 발렌시아이다. 발렌시아어(발렌시아노)를 사용한다.

## 특징
농산물의 집산지로, 견직물·도자기 공업이 활발하다. 관개 농업이 발달하여 과실, 밀, 쌀 따위가 난다. 고딕 양식의 건축물과 유적이 많다. 면적은 약 2만 3000km2이다.